# Gärdal
Gärdal eller Gerdal är en by mellan Sidensjö och Själevad i Örnsköldsviks kommun. Från 2015 avgränsar SCB här en småort.